# Louis Gantois
Louis Charles Gantois (ur. 15 listopada 1929 w Saint-Maur-des-Fossés, zm. 26 lutego 2011 w Cannes) – francuski kajakarz. Brązowy medalista olimpijski z Helsinek.
Brał udział w dwóch igrzyskach olimpijskich (IO 52, IO 56). W 1952 zajął trzecie miejsce w kajakowej jedynce na dystansie 1000 metrów. W 1954 zdobył w tej konkurencji srebrny medal mistrzostw świata i brąz na dystansie 1000 metrów w kajakowej czwórce. 